# Paraleucophenga shimai
Paraleucophenga shimai är en tvåvingeart som beskrevs av Toyohi Okada 1988. Paraleucophenga shimai ingår i släktet Paraleucophenga och familjen daggflugor.
Artens utbredningsområde är Thailand. Inga underarter finns listade i Catalogue of Life.